# Hieroteusz (Tsoliakos)
Hieroteusz, imię świeckie Dimitrios Tsoliakos (ur. 1945 w Megarze) – duchowny Greckiego Kościoła Prawosławnego, od 2003 metropolita Zichny i Newrokopionu.

## Życiorys
Święcenia diakonatu przyjął w 1969, a prezbiteratu w 1974. Chirotonię biskupią otrzymał 17 maja 2003.